# Triumph TR4A
La TR4A (sigla di Triumph Roadster 4A) è stata un'autovettura prodotta dalla Triumph dal 1965 al 1967.

## Storia

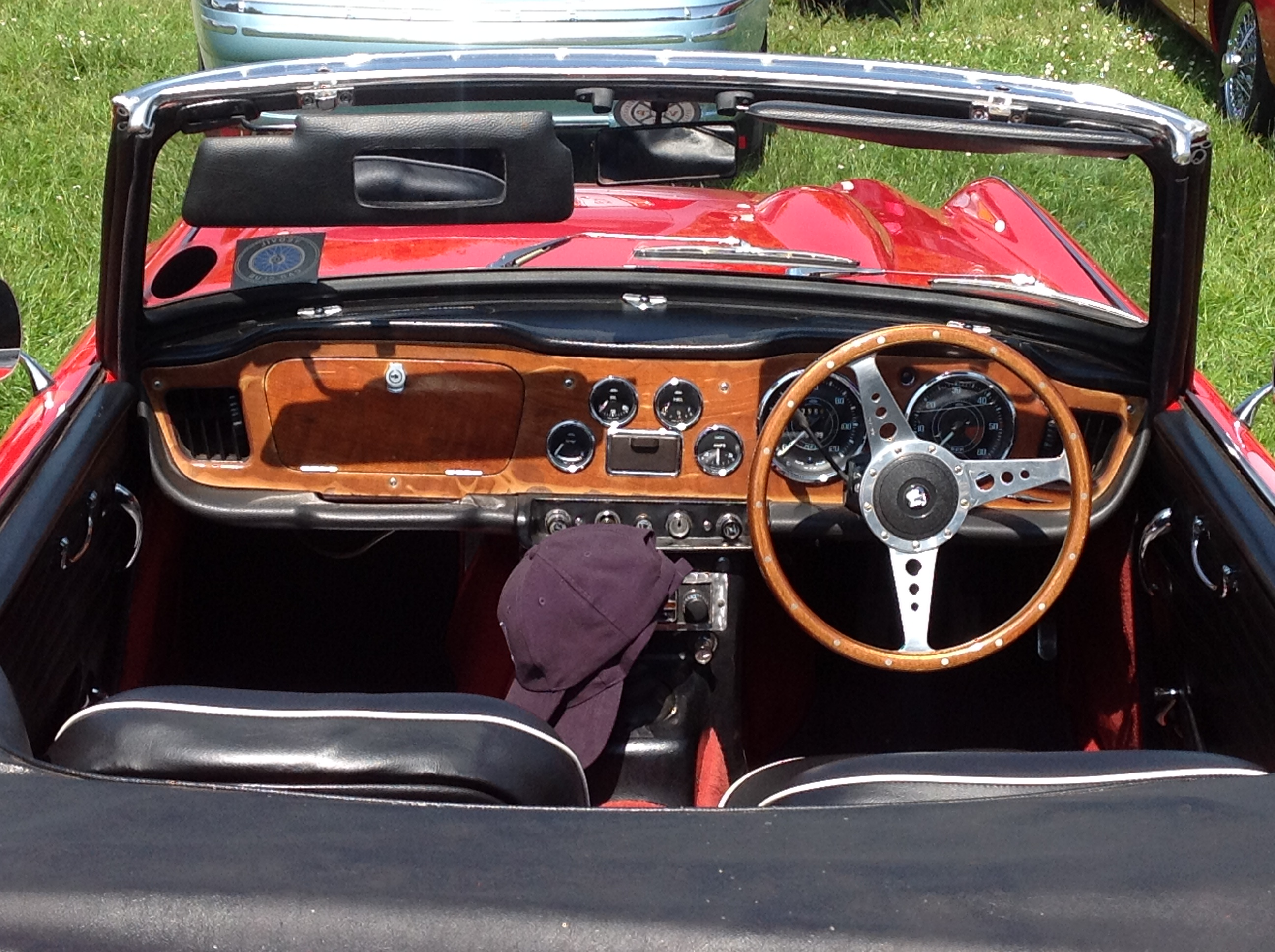
Gli interni di una TR4

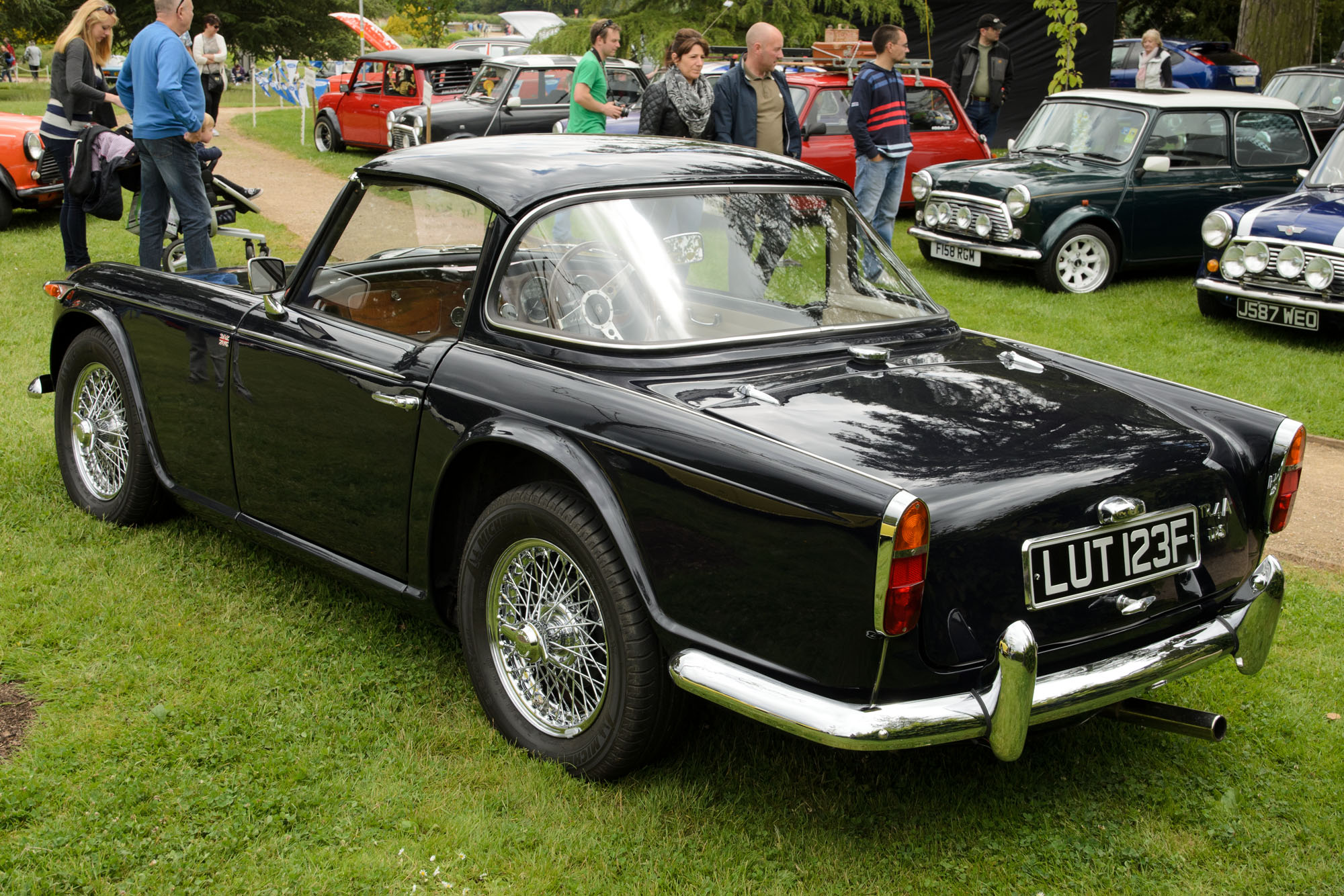
Una Triumph TR4A Surrey Top

La TR4A fu un'evoluzione della TR4. Il modello aveva installato un telaio rinnovato ed un complesso sistema di sospensioni posteriori indipendenti a bracci oscillanti. Per quest'ultima caratteristica, la Triumph soddisfece il desiderio del pubblico di avere un modello con una guidabilità migliore, perlomeno rispetto al modello antenato. Sulla parte posteriore della TR4 era collocata la scritta "IRS" (acronimo di independent rear suspension). Le differenze estetiche tra la TR4 e la TR4A erano invece minime, e quindi i due modelli erano praticamente indistinguibili. A seguito di una richiesta dei concessionari, il 25% delle TR4A non vennero dotate di sospensioni indipendenti, bensì delle sospensioni ad assale rigido della TR4. La TR4A aveva inoltre una serie di modifiche di dettaglio a interni e carrozzeria, tra le quali una nuova calandra, l'applicazione delle frecce laterali sulle fiancate con strisce longitudinali cromate e un nuovo stemma sul cofano motore. Il cruscotto veniva inoltre fornito anche in legno con strumenti con cornici cromate. Pur restando invariata la potenza del Motore a scoppio, era stata migliorata la ripresa. Questo fu possibile grazie all'adozione di nuovi collettori e nuove marmitte con scarichi separati.
Nel 1965 il prezzo di vendita del modello nel Regno Unito era di 968 sterline. Tra gli optional, erano disponibili le ruote a raggi a 36 sterline, l'overdrive a 51 sterline, l'impianto di riscaldamento a 13 sterline e le cinture di sicurezza a 4 sterline ciascuna. Negli Stati Uniti la TR4A era invece in vendita a 2.500 dollari.
Come la TR4, anche la TR4A era disponibile con la "Surrey Top", cioè una capote ripiegabile in vinile. Questo sistema fu l'antesignano delle vetture Targa. Il modello è stato offerto con un solo tipo di carrozzeria, roadster due porte, ed apparteneva alla categoria delle vetture sport.
Tre TR4A con sospensioni indipendenti giunsero nelle prime tre posizioni, nella loro classe, nella 12 Ore di Sebring del 1966.
Nel 1968 la TR4A è stata sostituita dalla TR5 e dalla TR250.

## Caratteristiche tecniche
- Motore: quattro cilindri in linea da 2.138 cm³ di cilindrata, alesaggio di 86 mm, corsa di 92 mm, rapporto di compressione di 9:1 e 104 CV di potenza erogata. Il propulsore era installato anteriormente.
- Diametro di sterzata: 10,1 m;
- Capacità:

serbatoio del carburante: 53,4 L
coppa dell'olio: 6,2 L
- Trazione: posteriore;
- Cambio: manuale a quattro rapporti[1];
- Accelerazione:

da 30 a 50 mph (da 48 a 80 km/h): 8 secondi;
da 40 a 60 mph (da 64 a 97 km/h): 8 secondi;
da 60 a 80 mph (da 97 a 130 km/h): 11 secondi.